# ATC kód R06
ATC kód R06 Antihistaminika pro systémové užití  je hlavní terapeutická skupina anatomické skupiny R. Dýchací ústrojí.

## R06A Antihistaminika pro systémovou aplikaci

### R06AA Aminoalkylétery
R06AA01 Bromazin
R06AA02 Difenhydramin
R06AA04 Klemastin
R06AA06 Chlorfenoxamin
R06AA07 Difenylpyralin
R06AA08 Karbinoxamin
R06AA09 Doxylamin
R06AA10 Trimethobenzamid
R06AA52 Difenhydramin, kombinace
R06AA54 Klemastin, kombinace
R06AA56 Chlorfenoxamin, kombinace
R06AA57 Difenylpyralin, kombinace
R06AA59 Doxylamin, kombinace

### R06AB Substituované alkylaminy
R06AB01 Bromfeniramin
R06AB02 Dexchlorfeniramin
R06AB03 Dimetinden
R06AB04 Chlorfeniramin
R06AB05 Feniramin
R06AB06 Dexbromfeniramin
R06AB07 Talastin
R06AB51 Bromfeniramin, kombinace
R06AB52 Dexchlorfeniramin, kombinace
R06AB54 Chlorfeniramin, kombinace
R06AB56 Dexbromfeniramin, kombinace

### R06AC Substituované ethylendiaminy
R06AC01 Mepyramin
R06AC02 Histapyrrodin
R06AC03 Chlorpyramin
R06AC04 Tripelenamin
R06AC05 Methapyrilen
R06AC06 Thonzylamin
R06AC52 Histapyrrodin, kombinace
R06AC53 Chlorpyramin, kombinace

### R06AD Fenothiazinové deriváty
R06AD01 Alimemazin
R06AD02 Promethazin
R06AD03 Thiethylperazin
R06AD04 Methdilazin
R06AD05 Hydroxyethylpromethazin
R06AD06 Thiazinam
R06AD07 Mechitazin
R06AD08 Oxomemazin
R06AD09 Isothipendyl
R06AD52 Promethazin, kombinace
R06AD55 Hydroxyethylpromethazin, kombinace

### R06AE Piperazinové deriváty
R06AE01 Buklizin
R06AE03 Cyklizin
R06AE04 Chlorcyklizin
R06AE05 Meklozin
R06AE06 Oxatomid
R06AE07 Cetirizin
R06AE09 Levocetirizin
R06AE51 Buklizin, kombinace
R06AE53 Cyklizin, kombinace
R06AE55 Meklozin, kombinace

### R06AX Jiná antihistaminika k systémovému použití
R06AX01 Bamipin
R06AX02 Cyproheptadin
R06AX03 Thenalidin
R06AX04 Fenindamin
R06AX05 Antazolin
R06AX07 Triprolidin
R06AX08 Pyrrobutamin
R06AX09 Azatadin
R06AX11 Astemizol
R06AX12 Terfenadin
R06AX13 Loratadin
R06AX15 Mebhydrolin
R06AX16 Deptropin
R06AX17 Ketotifen
R06AX18 Akrivastin
R06AX19 Azelastin
R06AX21 Tritochalin
R06AX22 Ebastin
R06AX23 Pimethixen
R06AX24 Epinastin
R06AX25 Mizolastin
R06AX26 Fexofenadin
R06AX27 Desloratadin
R06AX28 Rupatadin
R06AX29 Bilastin
R06AX31 Chifenadin
R06AX32 Sechifenadin
R06AX53 Thenalidin, kombinace
R06AX58 Pyrrobutamin, kombinace

## Poznámka
- Registrované léčivé přípravky na území České republiky.
- Informační zdroj: Státní ústav pro kontrolu léčiv, Všeobecná zdravotní pojišťovna.